# Chiffon cake
Un chiffon cake est un gâteau très aéré, originaire des États-Unis confectionné à base d'huile végétale, d'œufs, de sucre, de farine, de levure chimique et éventuellement d'arômes.

## Histoire
La recette est attribuée à Harry Baker (1883-1974), un commercial en assurance californien devenu traiteur. Baker a gardé la recette secrète pendant 20 ans avant de la vendre à General Mills, qui a ensuite diffusé la recette à travers des supports marketing dans les années 1940 et 1950 sous le nom de « Chiffon cake ». Un ensemble de quatorze recettes et variantes du chiffon cake a ainsi été publié dans une brochure de Betty Crocker en 1948.

## Confection
L'utilisation d'une matière grasse fluide comme l'huile végétale en remplacement d'une matière grasse solide comme le beurre permet d'incorporer plus facilement de l'air dans la pâte.
Pour obtenir sa texture moelleuse, le chiffon cake (de même que le gâteau des anges, le sponge cake et autres gâteaux mousseux) est réalisé en battant les blancs d'œufs séparément jusqu'à ce qu'ils montent en neige, puis en les incorporant à la pâte à gâteau juste avant la cuisson.
Il peut être cuit dans un moule tubulaire (connu sous le nom de moule Bundt aux Etats-Unis) et il est souvent complété avec des garnitures (en couches alternées par exemple) et de glaçages.
Dans la recette originale, le moule n'est ni tapissé de papier cuisson ni graissé, ce qui permet à la pâte à gâteau d'adhérer aux parois du moule. Ainsi le gâteau dispose d'un meilleur levier pour lever, ainsi que d'un support pendant son refroidissement lorsqu'il est retourné pour ne pas casser les bulles d'air incluses dans la pâte qui lui confèrent son moelleux.

## Caractéristiques
La teneur élevée en huile et en œuf donne un gâteau très moelleux qui n’a pas tendance à durcir ou à se dessécher comme le feraient les gâteaux au beurre traditionnels. Pour cette raison, il est particulièrement adapté pour être rempli ou glacé avec des ingrédients qui doivent être réfrigérés ou congelés, tels que la crème pâtissière ou la crème glacée. 

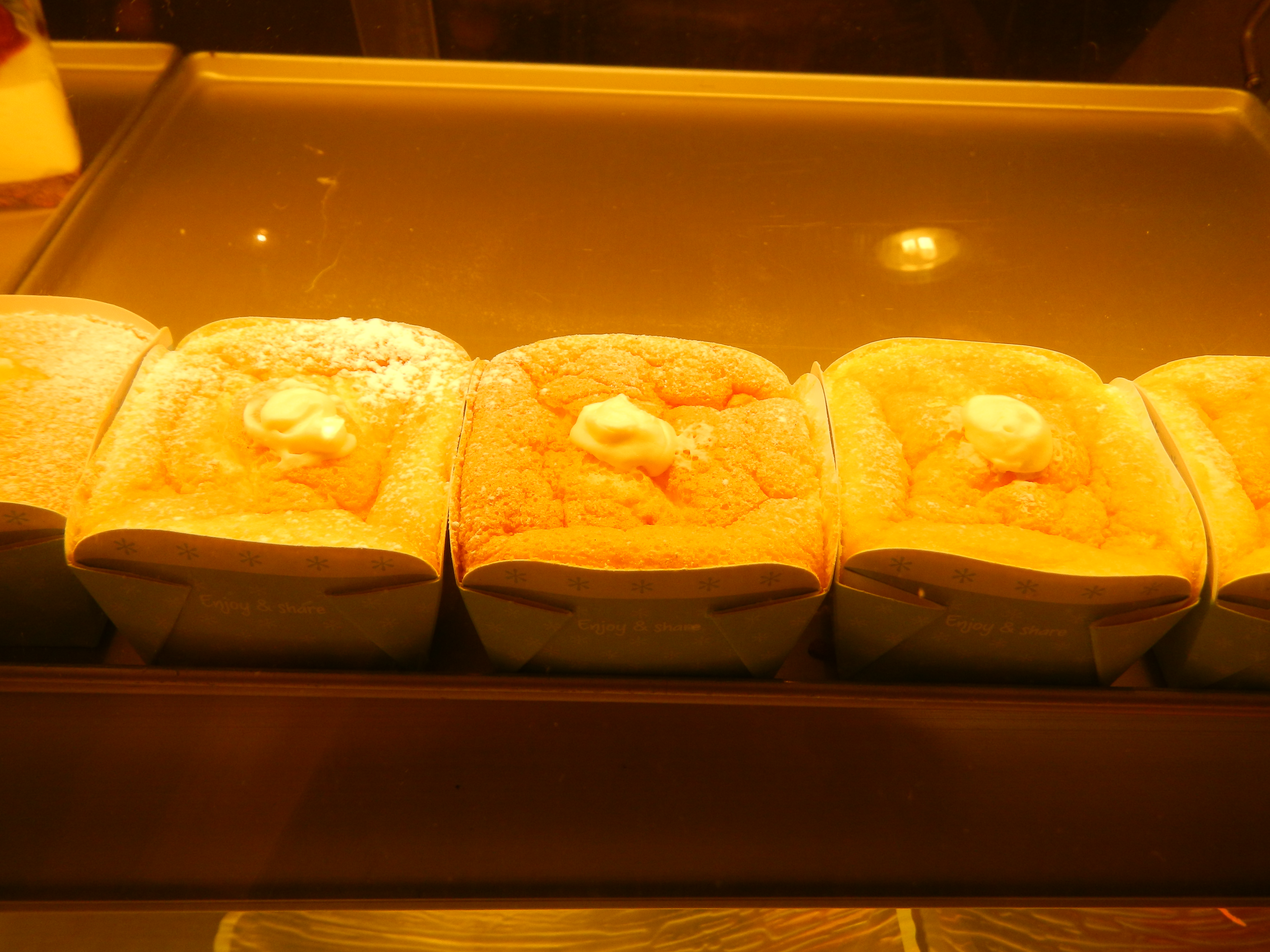
Hokkaido cake, un chiffon cake fourré à la crème, French Baker (Philippines)
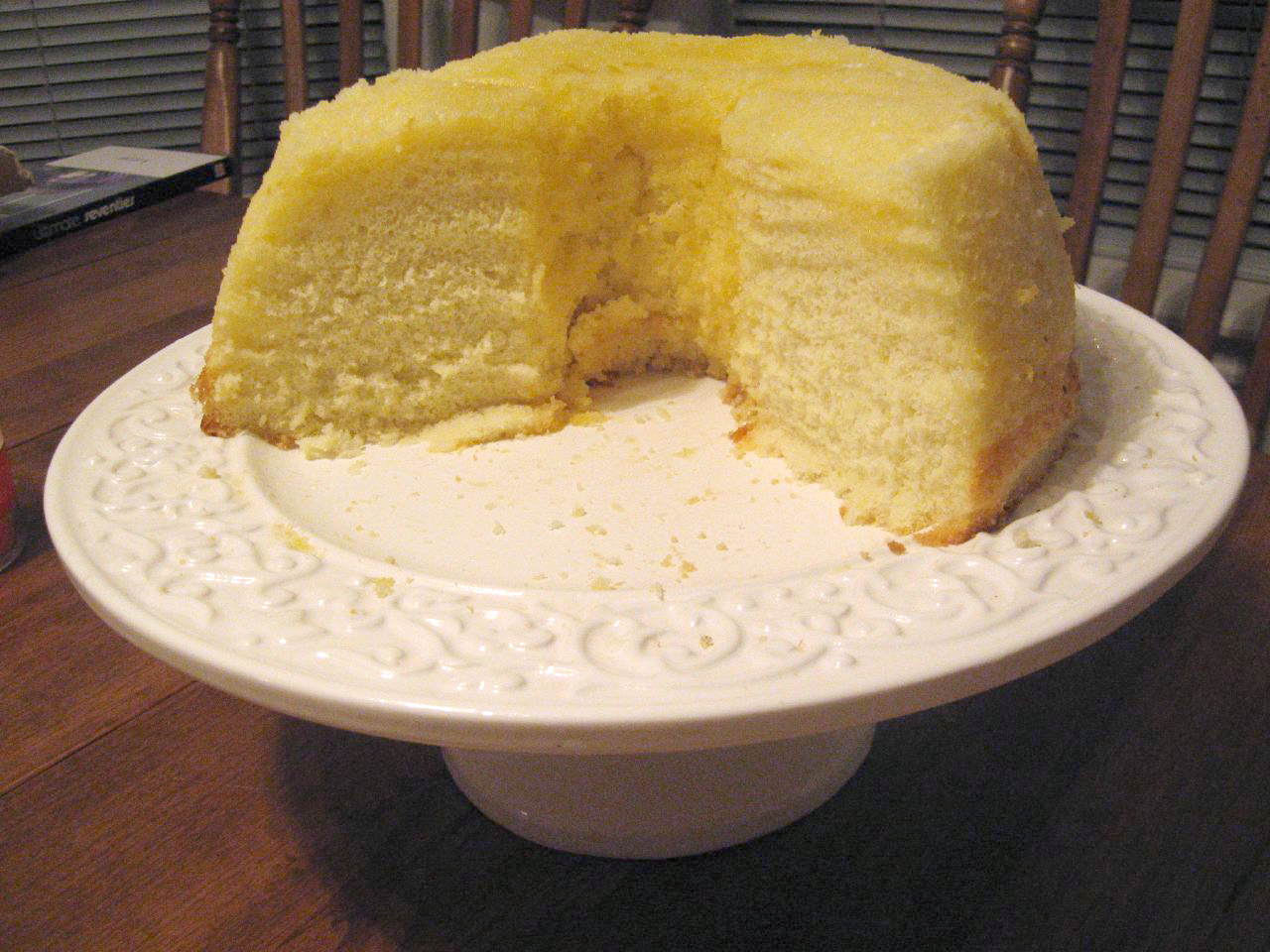
Chiffon cake au citron